# St. Margareta (Margretenhaun)

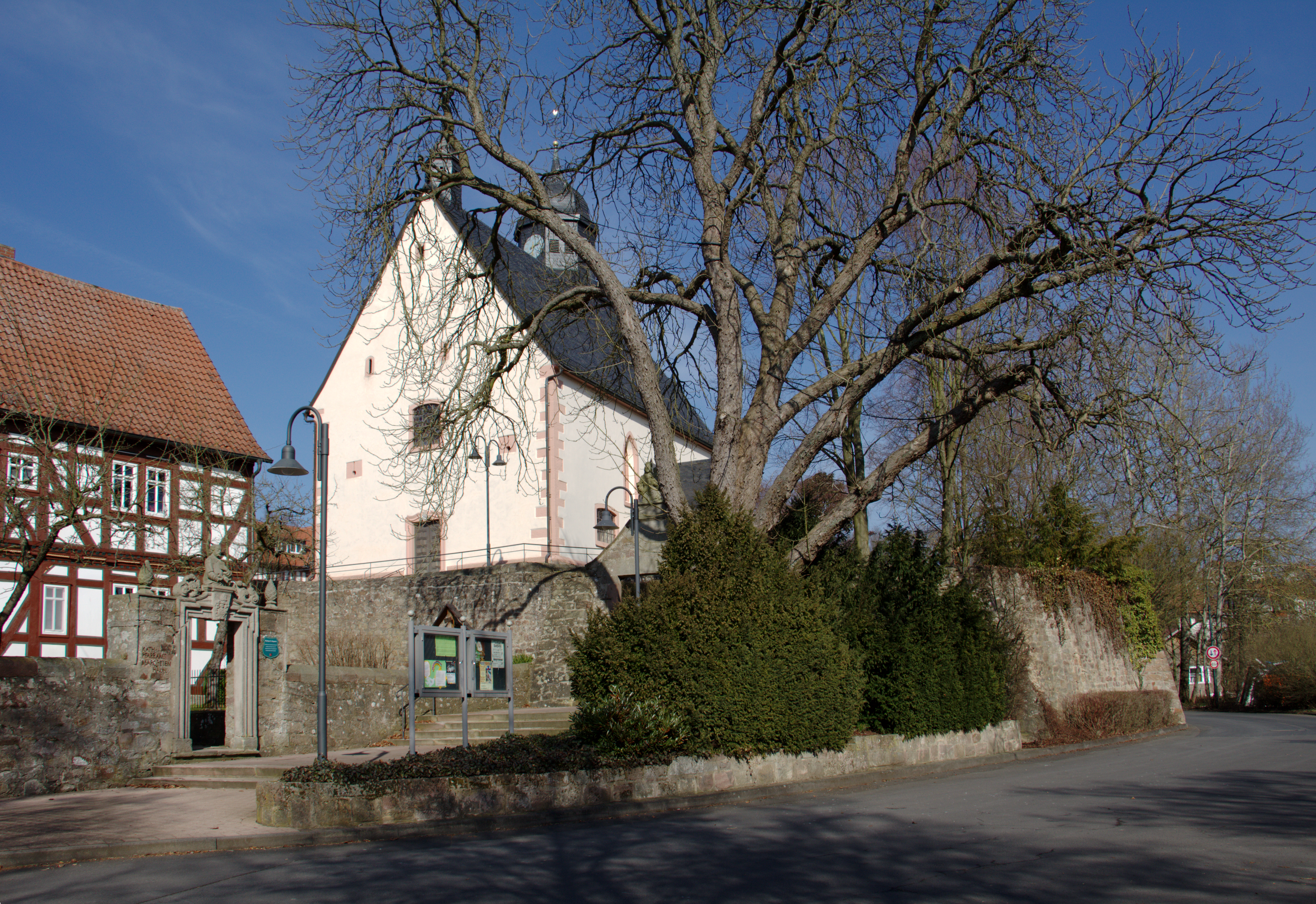
St. Margareta in Margretenhaun

Die römisch-katholische Filialkirche St. Margareta ist ein denkmalgeschütztes Kirchengebäude in Margretenhaun, einem Ortsteil der Gemeinde Petersberg im Landkreis Fulda. Sie ist Filiale der Pfarrei Heilige Schutzengel Vorderrhön im Dekanat Rhön des Bistums Fulda.

## Beschreibung
Der Vorgängerbau, eine ehemalige Wehrkirche, wurde 1090 geweiht. Die spätgotische Saalkirche wurde 1487 errichtet. Sie hat einen eingezogenen Chor aus einem Joch mit einem 5/8-Schluss. An der Nordseite des Chors steht der Kirchturm, der mit einer barocken Haube bedeckt ist. In die Westwand des Kirchenschiffs wurde 1781 das Portal eingebrochen. Außerdem befinden sich in der Wand Schießscharten. Das Innere des Kirchenschiffs ist flachgedeckt, der Chor ist mit einem Kreuzrippengewölbe überspannt. Zur Kirchenausstattung gehören ein kleines spätgotisches Sakramentshaus, der Hochaltar, der im Norden stehende Seitenaltar und die Kanzel, deren Korb von einem Engel mit einem Opferstock getragen wird. Vom ehemaligen südlichen Seitenaltar ist die barocke Statue der Anna selbdritt erhalten. Die erste Orgel mit 13 Registern auf einem Manual und Pedal wurde 1784 von Johann-Markus Oestreich gebaut. Sie wurde 1974 durch eine von Hey Orgelbau gebaute Orgel mit 13 Registern auf zwei Manualen und Pedal ersetzt, wobei das vorhandene Pfeifenwerk weitgehend übernommen wurde.